# Service Control Manager
El Administrador de control de servicios ( SCM ) es un sistema especial de proceso bajo la familia de sistemas operativos Windows NT, que se inicia, se detiene e interactúa con procesos de servicios de Windows. Se encuentra en el ejecutable %SystemRoot%\System32\services.exe . Los procesos de servicio interactúan con SMC a través de una API bien definida, y la misma API se utiliza internamente por las herramientas de gestión de servicios de Windows interactivas, como el complemento MMC Services.msc y la utilidad  de control de servicios línea de comandos sc.exe .